# 拳击

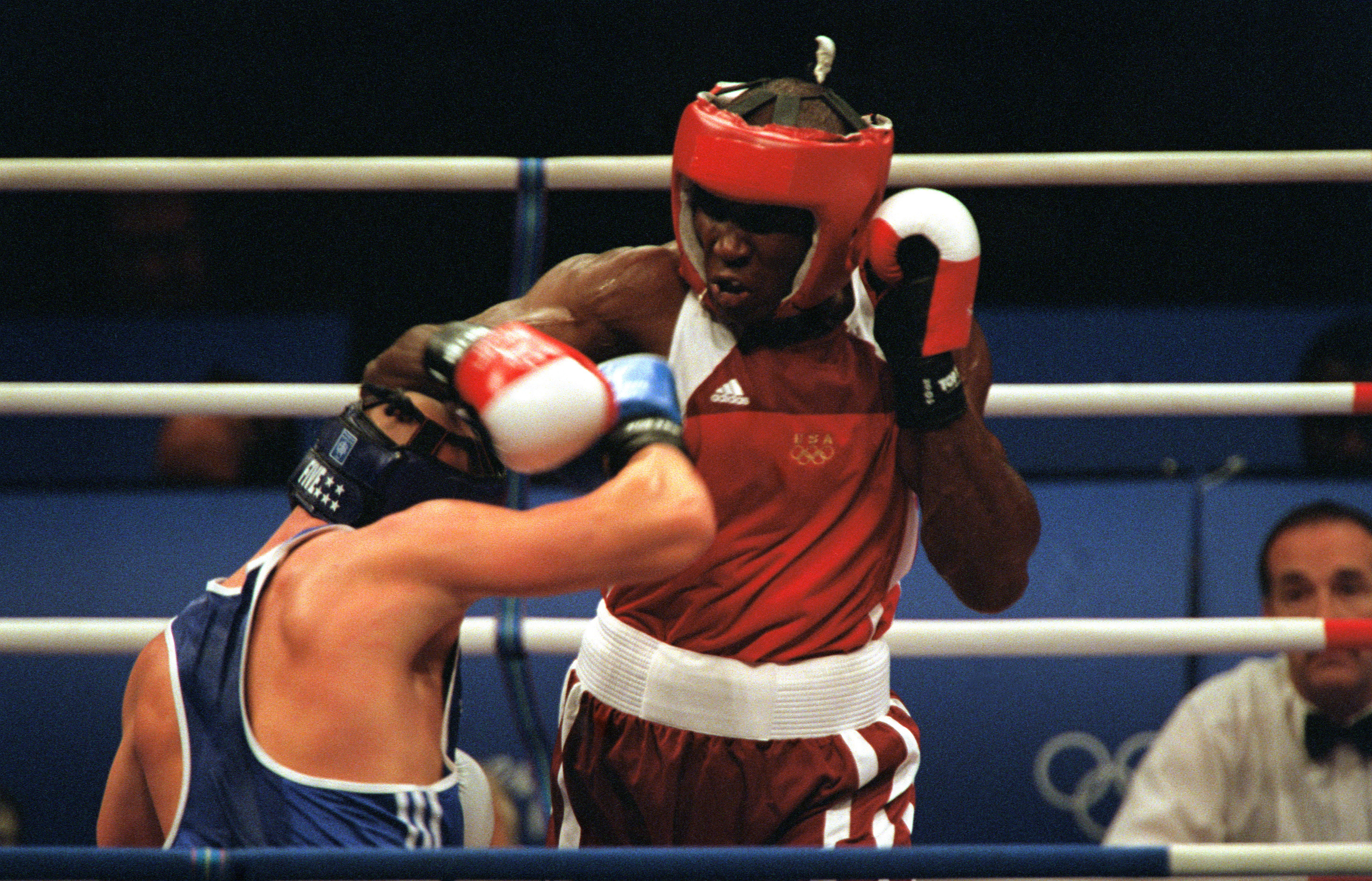
拳击比賽

拳擊，別名西洋拳、搏击，是一項由兩位選手對賽的體育運動，只可使用拳頭進行攻擊與防禦，並佩戴拳击手套以減低對手受創的程度，具有悠久的歷史。

## 歷史
拳擊和射箭都是人類古時的生存技巧，原始人用以強健體魄而可以於惡劣的環境之下生存。弓箭未面世前，人類要以拳頭來自衛。這是拳擊的雛形。最早見於歷史記載是公元前4世紀的埃及。古希臘和古羅馬都有拳擊運動。羅馬帝國崩潰後拳擊運動一度銷聲匿跡。17世纪的英格兰，拳擊運動再次兴起。1880年左右英格蘭出現了业余拳击比赛。
而在古代奧運中，拳擊運動就已經是比賽項目之一。1896年，第一屆夏季奧運中，由於希臘王喬治一世認為拳擊太為暴力、危險而且不為人道，因此不批准拳擊列入該屆的比賽項目。
1881年，英國業餘拳擊協會成立，拳擊開始傳到世界各地。1882年，英格蘭開始禁止舉辦赤手空拳下的拳擊比賽。而其實在19世纪后期，拳击在一些地方的合法性仍遭到質疑。英格兰和美国大部分地区都會取缔拳擊運動，职业比赛经常偷偷在赌场举行，而且一旦被警察發現則會勒令結束。到第三屆夏季奧運男子拳擊正式被列入比賽項目之一，但在1912年斯德哥爾摩奧運中，由於瑞典法律不准許拳擊運動，因此一度消失了。1920年，拳擊運動再次列入奧運比賽項目的名單之中，一直到現在。
目前為止，國際業餘拳擊協會的成員共為一百九十多個國家或地區。與此同時，第一屆世界盃女子拳擊錦標賽也於1999年在芬蘭舉行。

## 規則
拳擊運動分為業餘拳擊以及職業拳擊。

### 業餘拳擊
業餘拳擊的參與者是18歲以上以及高中生，1回合3分鐘，國中生1回合2分鐘。在日本比賽時通常是三回合，不過國際比賽也有縮短為1回合两分鐘並進行4回合的比賽。但是為在2009年1月時國際業餘比賽被統一為三分鐘三回合。
雙方選手要戴上頭盔、10OZ拳套（大會提供），口咬防止受傷的護齒，穿著護襠（男性），5位裁判1回合判給贏的10分輸的9分最後抽3組分數加起來贏得两組分數以上，或擊倒對手的為勝利者。如果對手一回合中被強制讀秒三次跟累計4次讀秒裁判可中止比賽。
- 在2016年奧運會，拳擊項目取消了比賽要戴頭盔的規定。

其中由國際拳擊協會（AIBA，原「國際業餘拳擊協會」）負責。

### 職業拳擊
比賽形式採用回合制，有4回合、5回合、6回合、8回合、10回合、12回合六種。回合數依據選手的證照來決定。不過會實行十二回合，也只有東洋太平洋錦標賽與世界錦標賽的時候。
雙方選手使用8~10OZ拳套（賽前雙方議定），口咬防止受傷的護齒，進行3分鐘一回合的對賽。

## 階級

### 業餘拳擊
國際業餘拳擊聯盟所制定的階級如下。全12階級。
| 階級名稱                        | 體重（公斤，Kg） |
| ------------------------------- | ---------------- |
| 超重量級（Super heavy）         | 91kg以上         |
| 重量級（Heavy）                 | 81kg-91kg        |
| 輕重量級（Light heavy)          | 75kg-81kg        |
| 中量級（Middle）                | 69kg-75kg        |
| 沉量級（Welter）                | 64kg-69kg        |
| 輕沉量級（Light welter）        | 60kg-64kg        |
| 輕量級（Light）                 | 57kg-60kg        |
| 羽量級（Feather）               | 54kg-57kg        |
| 雛量級（Bantam）                | 52kg-54kg        |
| 蠅量級（Fly）                   | 49kg-52kg        |
| 輕蠅量級（Light fly）           | 46kg-49kg        |
| 蚊量級【只限於Jr.】（Mosquito） | -46kg            |

女子比賽的階級如下。全13階級。
| 階級名稱                 | 體重（公斤，Kg） |
| ------------------------ | ---------------- |
| 重量級（Heavy）          | 80kg-86kg        |
| 輕重量級（Light heavy）  | 75kg-80kg        |
| 中量級（Middle）         | 70kg-75kg        |
| 輕中量級（Light Middle） | 66kg-70kg        |
| 沉量級（Welter）         | 63kg-66kg        |
| 輕沉量級（Light welter） | 60kg-63kg        |
| 輕量級（Light）          | 57kg-60kg        |
| 羽量級（Feather）        | 54kg-57kg        |
| 雛量級（Bantam）         | 52kg-54kg        |
| 輕雛量級（Light Bantam） | 50kg-52kg        |
| 蠅量級（Fly）            | 48kg-50kg        |
| 輕蠅量級（Light fly）    | 46kg-48kg        |
| 別針級（Pin）            | -46kg            |

### 職業拳擊
職業拳擊的階級如下。全17階級。
| 階級名稱                                                     | 體重（公斤，Kg） | 體重（磅，Ibs） |
| ------------------------------------------------------------ | ---------------- | --------------- |
| 重量級（Heavy）                                              | 90.719kg以上     | 200lbs以上      |
| 巡洋艦級（Cruiser）/初重量級（Heavy Jr.）                    | 90.719kg         | 200lbs          |
| 輕重量級（Light heavy）                                      | 79.379kg         | 175lbs          |
| 超級中量級（Super middle）                                   | 76.204kg         | 168lbs          |
| 中量級（Middle）                                             | 72.575kg         | 160lbs          |
| 超級沉量級（Super welter）/初中量級（Middle Jr.）            | 69.853kg         | 154lbs          |
| 沉量級（Welter)                                              | 66.678kg         | 147lbs          |
| 超級輕量級（Super Light）／初沉量級（Welter Jr.）            | 63.503kg         | 140lbs          |
| 輕量級（Light）                                              | 61.235kg         | 135lbs          |
| 超級羽量級（Super feather）／初輕量級（Light Jr.）           | 58.967kg         | 130lbs          |
| 羽量級（Feather）                                            | 57.153kg         | 126lbs          |
| 超級雛量級（Super bantam）／初羽量級（Feather Jr.）          | 55.338kg         | 122lbs          |
| 雛量級（Bantam）                                             | 53.524kg         | 118lbs          |
| 超級蠅量級（Super fly）／初雛量級（Bantam Jr.）              | 52.163kg         | 115lbs          |
| 蠅量級（Fly）                                                | 50.802kg         | 112lbs          |
| 輕蠅量級（Light fly）／初蠅量級（Fly Jr.）                   | 48.988kg         | 108lbs          |
| 極小量級（Minimun）／稻草級（Straw）／微小蠅量級（Mini fly） | 47.627kg         | 105lbs          |

## 著名選手

### 美國
- 喬·路易斯（1914年－1981年），重量級。
- 洛基·馬西安諾（1923年－1969年），重量級。
- 穆罕默德·阿里（1942年－2016年），重量級。
- 喬·弗雷澤（1944年－2011年），重量級。
- 喬治·福爾曼（1949年－），重量級。
- 依凡德·何利菲德（1962年－），輕重量級（175磅） 重量級（200磅）。
- 伯納德·霍普金斯（1965年－），中量級。
- 邁克·泰森（1966年－），重量級。
- 小羅伊·瓊斯（1969年－），中量級、超級中量級、輕重量級和重量級。
- 奥斯卡·德拉奥亚（1973年－），超級羽量級、輕量級。
- 弗洛伊德·梅威瑟（1977年－），超級羽量級（130磅） 輕量級（135磅） 超級輕量級（140磅） 沉量級（147磅） 超級沉量級（154磅）。

### 英國
- 萊諾克斯·路易斯（1965年－）
- 喬·卡爾扎合（1972年－）
- 大衛·海耶（英语：David Haye）（1980年－）
- 納辛·哈米德
- 安東尼·約書亞（1989年－）
- 凱爾·布洛克

### 尼加拉瓜
- 洛文干沙利斯（1987年－），輕蠅量級。

### 俄羅斯
- 亞歷山大·波維特金

### 烏克蘭
- 弗拉迪米爾·克利奇科（1976年－）
- 維塔利·克利欽科（1971年—）

### 哈薩克斯坦
根納季·根納季耶維奇·戈洛夫金

### 烏茲別克斯坦
- 魯斯蘭·查加耶夫

### 波多黎各
- 米格爾·庫托
- 菲利克斯·特立尼達德

### 日本
- 具志堅用高（1956年－），蠅量級。
- 竹原慎二（1972年－），中量級。
- 河野公平（1980年－），輕蠅量級。
- 三浦隆司（1984年－），超級羽量級（130磅）。
- 向井寛史（1985年－），超級蠅量級。
- 亀田興毅（1986年－），輕蠅量級。
- 村田諒太（1986年－），中量級。
- 松山真虎（1989年－），輕蠅量級。
- 井上尚彌（1993年－），輕蠅量級。
- 前川龍斗（1996年－），超級蠅量級。
- 宇野正高（1962年－），雛量級。

### 菲律賓
- 曼尼·帕奎奥（1978年－）

### 中華人民共和國
- 鄒市明（1981年－）
- 张志磊（1985年—）WBO过渡拳王

#### 香港
- 曹星如（1987年－），超級蠅量級（115磅）。

•譚俊軒「鎖囝」 (2015-2018)   ,輕次中量級(132磅)

## 組織
- 世界拳擊協會（WBA）
- 世界拳击理事会（WBC）
- 国际拳击联合会（IBF）
- 世界拳击组织（WBO）
- 國際拳擊協會（AIBA，原「國際業餘拳擊協會」）
- 中華民國拳擊協會（CTBA - Chinese Taipei Boxing Association）